# Digama monosticta
Digama monosticta là một loài bướm đêm thuộc phân họ Arctiinae, họ Erebidae.